# Słupy Heraklesa

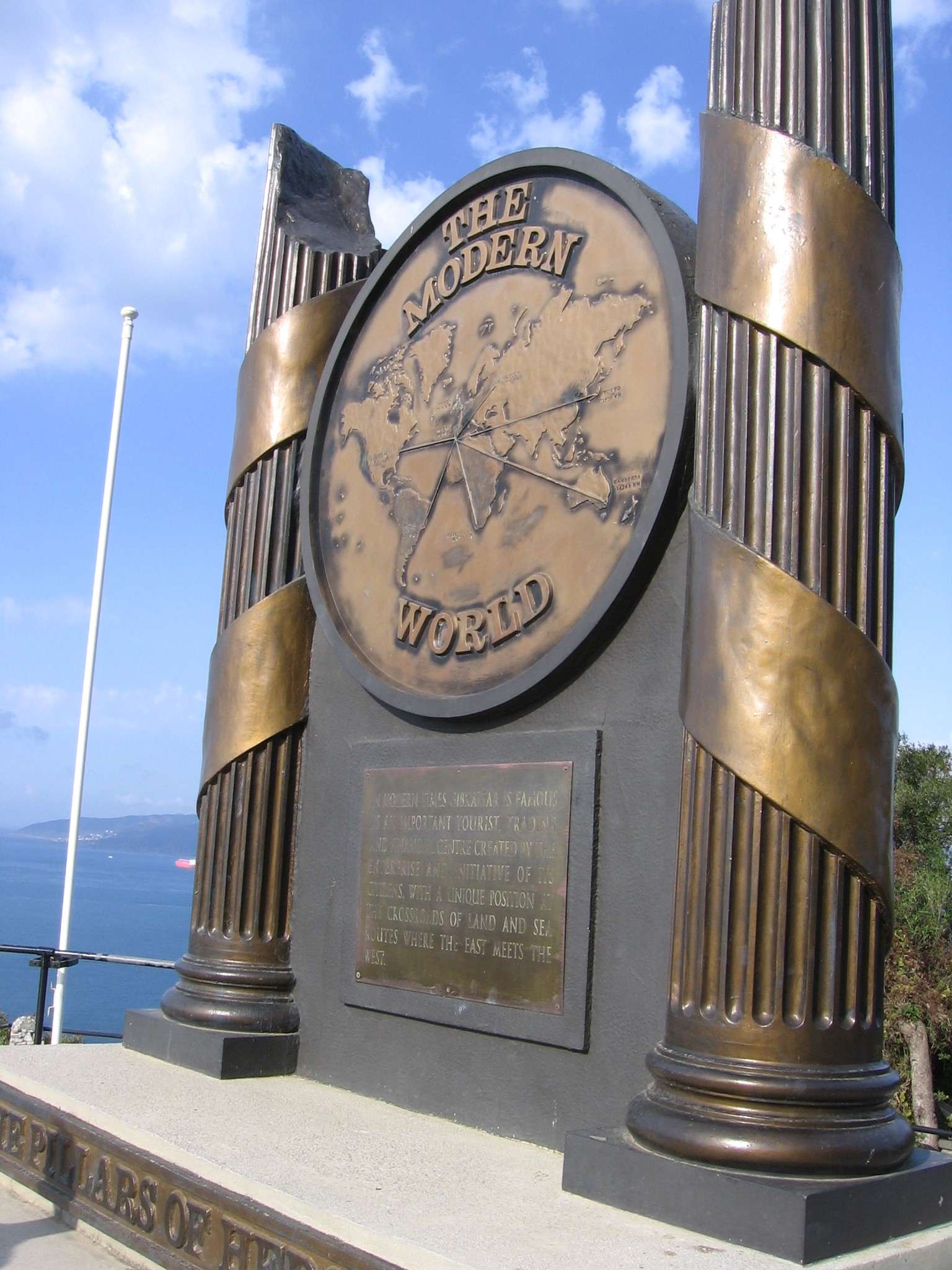
Monument symbolizujący Słupy Heraklesa ustawiony na „Żydowskiej Bramie”, na Gibraltarze - mapa świata współczesnego

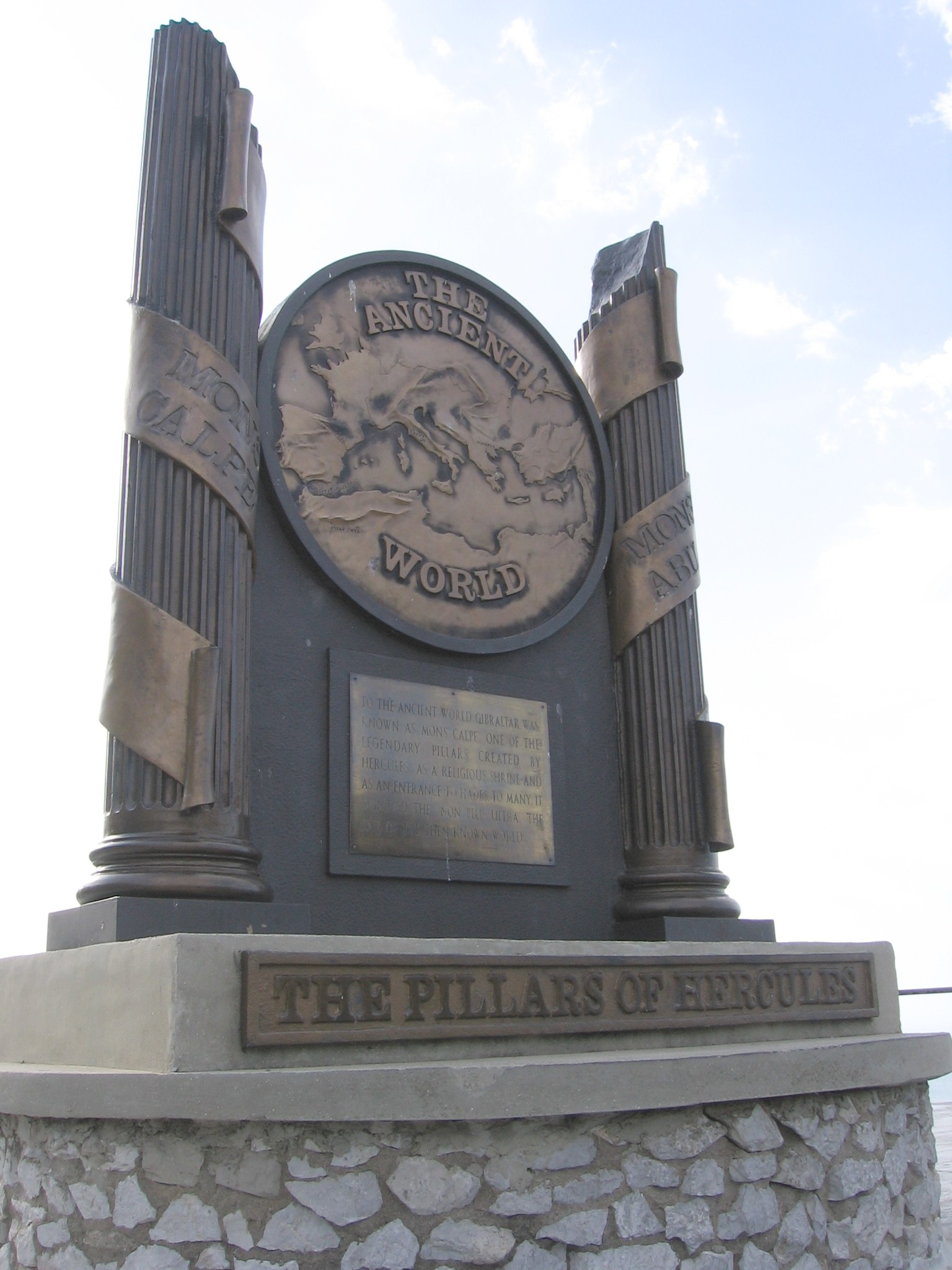
Mapa świata starożytnego po przeciwnej stronie monumentu

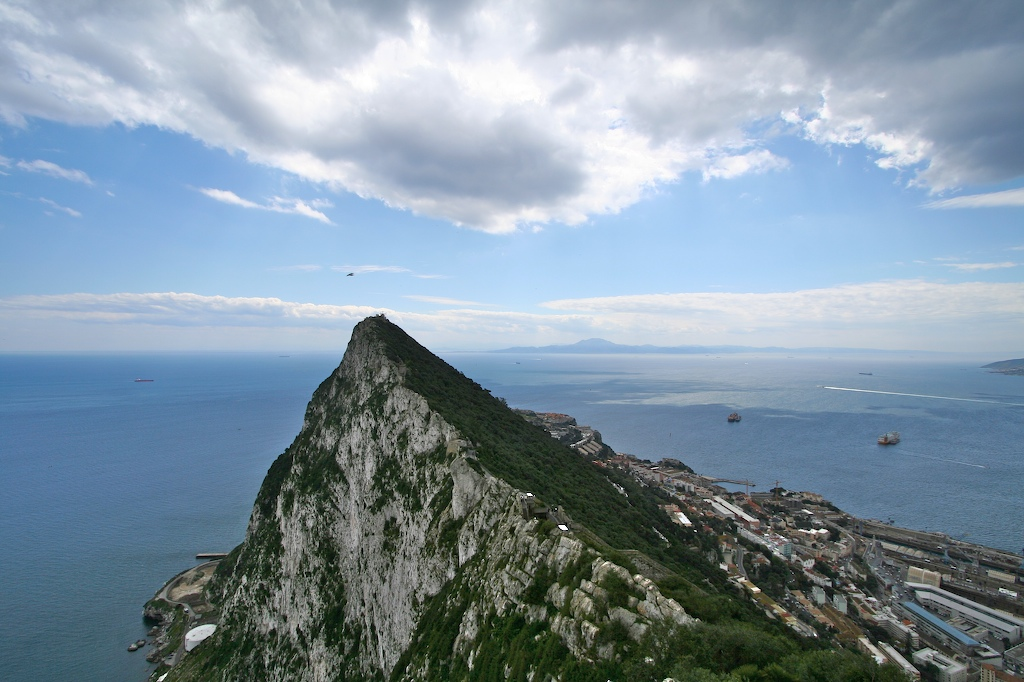
Słupy Heraklesa: Gibraltar (na pierwszym planie) i wybrzeża Afryki w tle

Słupy Heraklesa (do III w. p.n.e. nazywane przez Fenicjan Słupami Melkarta) – starożytna, grecka nazwa europejskiej Skały Gibraltarskiej oraz góry znajdującej się po drugiej stronie Cieśniny Gibraltarskiej, w Afryce.
Jakkolwiek północny, europejski ze słupów jest jednoznacznie określony, to według różnych źródeł jako południowy, afrykański Słup Heraklesa traktowana jest czasem hiszpańska góra Monte Hacho (204 m n.p.m. w Ceucie), a czasem marokańska – Dżabal Musa (Abyle, 851 m n.p.m.), położona nieco bardziej na zachód.

## Historia
W mitologii greckiej Słupy Heraklesa mają związek z dziesiątą pracą, jaką miał do wykonania Herakles – uprowadzeniem z najdalszego zachodu wołów Geriona. Według Apollodorosa, Diodora Sycylijskiego i Pomponiusza Meli po dotarciu do Tartessos miał Herakles ustawić parę słupów po obu stronach Cieśniny Gibraltarskiej.
Zamykające Morze Śródziemne słupy oznaczały dla starożytnych koniec znanego świata. Określenie „za Słupami Heraklesa” znaczyło tyle samo, co „za Cieśniną Gibraltarską”, stąd czasami słupami nazywa się również samą Cieśninę.

## Galeria

Słupy Heraklesa w herbie Hiszpanii
Herakles i Słupy w herbie Kadyksu